# Grove Karl Gilbert

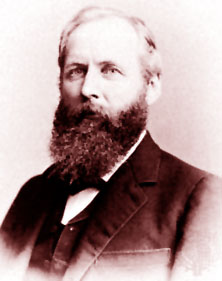
Grove Karl Gilbert

Grove Karl Gilbert (* 6. Mai 1843 in Rochester, New York; † 1. Mai 1918 in Jackson, Michigan), in der wissenschaftlichen Literatur vor allem unter der Abkürzung G. K. Gilbert bekannt, war ein US-amerikanischer Geologe.

## Leben und Wirken
Gilbert graduierte an der University of Rochester. 1871 trat er als erster Geologe dem Team um George M. Wheeler bei, das eine geographische Erkundung der westlichen USA durchführte. Danach wurde er 1874 der erste Assistent von John Wesley Powell bei dessen Erkundung der Rocky Mountains und blieb dort bis 1879. In dieser Zeit veröffentlichte er ein wichtiges Werk über die Geologie der Henry Mountains (The Geology of the Henry Mountains, 1877). Nach der Gründung des United States Geological Survey (USGS) im Jahr 1879 wurde er zum leitenden Geologen berufen, später auch zum geschäftsführenden Direktor, und blieb beim USGS bis zu seinem Tod. 1883 wurde Gilbert in die National Academy of Sciences gewählt. Er gehörte am 13. Januar 1888 zu den Gründungsmitgliedern der National Geographic Society.
1890 publizierte Gilbert eine Untersuchung des Lake Bonneville, der im Pleistozän in Utah existierte und dessen Rest der Great Salt Lake ist. Er benannte den See nach dem Armeeoffizier Benjamin L. E. de Bonneville
(1796–1878), der diese Region vor ihm erkundet hatte.
1891 erklärte er in einer der kontroversesten Theorien seiner Laufbahn den Barringer-Krater in Arizona als das Resultat einer Maar-Explosion und wies die Erklärung durch den Einschlag eines Meteoriten zurück. Gilbert gründete seinen Schluss darauf, dass das Volumen des ausgeworfenen Materials zusammen mit dem des Meteoriten größer sein müsse als das des ausgeworfenen Materials um seinen Rand, und dass das Meteoreisen eine Anomalie des Erdmagnetfeldes herrufen sollte. Gilberts Untersuchungen und Berechnungen führten zu dem Ergebnis, dass das Volumen des ausgeworfenen Materials ungefähr gleich dem des Kraters ist, und dass keine magnetische Anomalie vorhanden ist. Die hin und wieder am Rand des Kraters zu findenden Meteoritenbruchstücke sah er als Zufall an. Gilbert publizierte seine Schlussfolgerungen in einer Reihe von Vorträgen im Jahr 1895. Spätere Untersuchungen zeigten jedoch, dass der Krater tatsächlich durch den Einschlag eines Meteoriten entstanden ist. Diese Episode in Gilberts Leben entbehrt nicht einer gewissen Ironie, da er als einer der ersten Wissenschaftler die vulkanische Entstehung der Mondkrater verwarf und sie auf Meteoriteneinschläge zurückführte, und später Experimente zur Kraterbildung durch Meteoriteneinschläge unternahm.
1892 und 1909 war er Präsident der Geological Society of America. Seit 1907 war er korrespondierendes Mitglied der Bayerischen Akademie der Wissenschaften.
1893 wurde er in die American Academy of Arts and Sciences und 1902 in die American Philosophical Society gewählt. Er stieß 1899 zur Harriman-Alaska-Expedition, die zwei Monate die Küste Alaskas entlangzog und an der unter anderem William Trelease, Theodore Pergande, Edward Curtis und Robert Ridgway teilnahmen.
Gilbert war einer der einflussreichsten frühen amerikanischen Geologen, ein geowissenschaftlicher Pionier, und gilt als einer der „Giganten“ der Geomorphologie. Er trug zum Verständnis der Landschaftsentwicklung bei, gewann wichtige Erkenntnisse über Erosion, das Einschneiden von Flüssen in ihren Untergrund und den Prozess der Sedimentation.
1900 erhielt er die Wollaston-Medaille der Geological Society of America. Der Marskrater Gilbert ist nach ihm und der Mondkrater Gilbert nach ihm und dem Arzt William Gilbert benannt. Ihm zu Ehren wird der G. K. Gilbert Award der Geological Society of America für Arbeiten in planetarer Geologie verliehen sowie der G. K. Gilbert Award for Excellence in Geomorphic Research. Seit 2010 gibt es auch einen G. K. Gilbert Award der American Geophysical Union.